# Narakasura

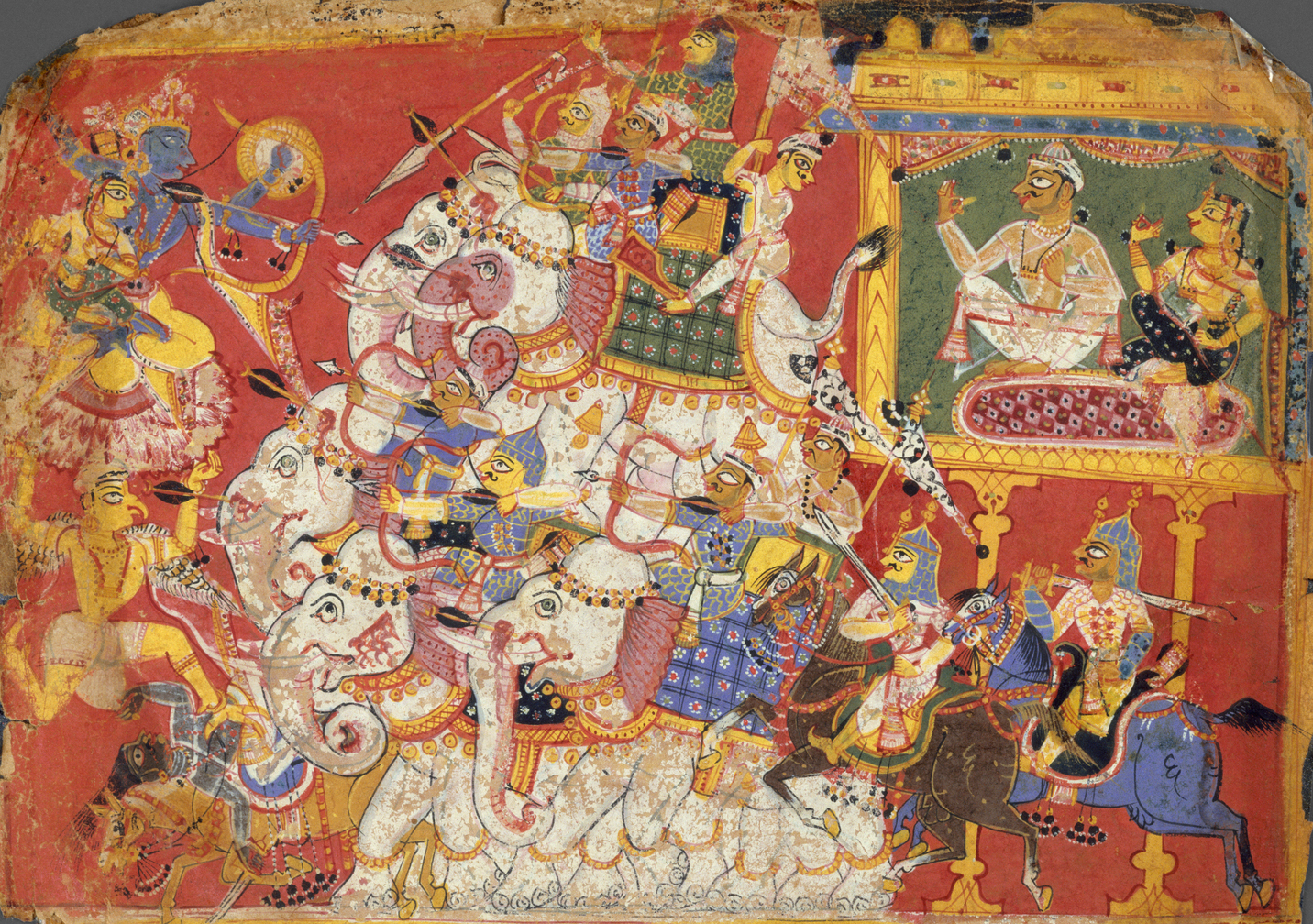
El dios Krisná y su esposa Satiábhama luchan contra el ejército de Narakasura. Pintura en poder del Museo Metropolitano.

En el marco de la mitología hinduista, Naraka o Bhauma es el hijo asura de Bhumi (la diosa de la Tierra) y del dios Visnú en su encarnación Varaja (el avatar jabalí). Se convirtió en demonio debido a su amistad con el asura Bana.
Para resolver la contradicción o controversia de que un hijo directo de un avatar de Visnú se convirtiera en demonio, en otras fuentes se dice que en realidad Bhauma sería hijo de Bhudevi pero no con Visnú sino con el asura Jirania Aksha.
Naraka derrocó al último rey dánava de Assam, Ghatakasura, y estableció el reino de Prag-Yiotísh, en Assam.
La leyenda de Narakasura es importante en la historia de Assam debido a que muchas dinastías que gobernaron Kamarupa en tiempos históricos afirmaban que el asura Naraka había sido su progenitor.
Una colina al sur de Guwahati lleva su nombre desde tiempo inmemorial.
También está asociado con mitos locales de la diosa Shakta y de la diosa Kamakhya.

## Datación de la leyenda
La leyenda de Naraka no es mencionada en el Rig-veda (el texto más antiguo de la India, de mediados del II milenio a. C.).
Narakasura y su reino, Prag Yiotish, son mencionados por primera vez tanto en el Majábharata como en el Ramaiana (ambos textos épicorreligiosos del siglo III a. C.).
El avatar Jabalí ya es mencionado en el antiquísimo Shatápata-brahmana. Pero su relación sexual con la diosa Bhudevi se inventó por primera vez en el Jari-vamsh (un agregado al Majábharata algunos siglos más moderno que este).
La fábula de Naraka se amplió aún más en el Visnú-purana (compuesto después del siglo III d. C.).
El mito de Naraka se desarrolla de manera diferente en el upapurana llamado Kálika-purana (del siglo X), compuesto en Assam. En este texto se embellece la leyenda de Yanaka ―el rey de Videja y padre de Sita (la consorte del rey dios Rama)― y se añade a la leyenda de Naraka.
Una elaboración de este cuento se presenta en el Bhágavata-purana (compuesto en el siglo XI d. C.).

## La leyenda

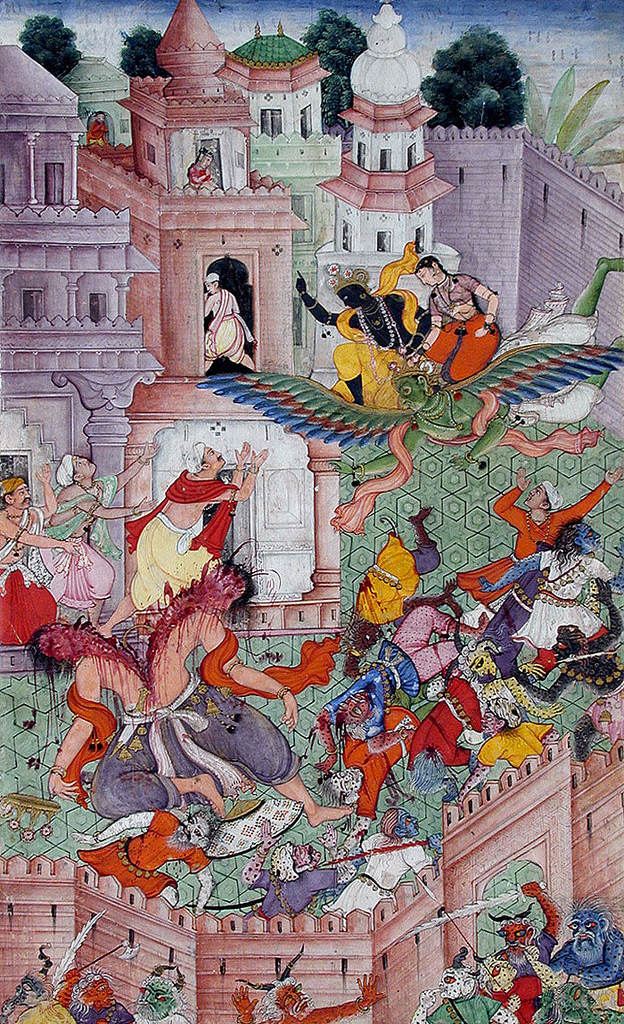
El dios Krisná corta en dos a Narakasura con su disco sudarsana-chakrá.

Narakasura se volvió malvado debido a su amistad con otro asura llamado Bana.
Se predijo que iba a ser destruido por una encarnación posterior de Visnú.
Su madre, la Tierra, logró que Visnú le diera a su hijo la bendición de tener una larga vida y ser todopoderoso.
Ebrio de poder, ya que sabía que no existía nadie que pudiera rivalizar con su potencia, conquistó todos los reinos de la Tierra.
A continuación, volvió los ojos hacia Suargá Loka (el reino del Cielo).
Incluso el poderoso Indra no pudo resistir el asalto de este hijo de la Tierra y tuvo que huir de Suargá. Narakasura se había convertido en el señor de los cielos y la tierra.

## Naraka y la diosa Kamakhia
Una vez Naraka, motivado por su deseo carnal, quiso tener relaciones sexuales con la diosa Kamakhia. La diosa juguetonamente puso una condición: si él era capaz de construir una escalera desde la parte inferior del monte Nilachal hasta el templo en sus laderas en una sola noche antes de que cantara el gallo para indicar la llegada del amanecer, entonces ella seguramente se entregaría a él.
Naraka lo tomó como un desafío y trató con todas sus fuerzas de realizar esta enorme tarea. Estaba a punto de completar el trabajo y todavía faltaba un mujurta (hora hinduista, de 48 minutos) para el amanecer. Entonces Kamakhia, presa del pánico, acogotó a un gallo del templo y lo hizo cantar para que Naraka creyera que comenzaba el amanecer. Engañado por el truco, Naraka abandonó la escalera cuando le faltaban solo unos escalones. Más tarde persiguió el gallo impuntual y lo mató.
En el distrito de Darrang existe un lugar conocido como Kukurakata, donde los lugareños afirman que sucedió esta leyenda don la diosa. La escalera incompleta se conoce como Mekhelauja Patha.

## Naraka contra el mundo
Adicto al poder, Bhauma robó los pendientes de Aditi, la diosa madre celestial, y usurpó parte de su territorio. También secuestró a 16 100 mujeres.
Todos los devas, liderados por Indra, recurrieron al dios Naráian para pedirle que los librara de Narakasura.
Naráian les prometió que resolvería este asunto, cuando se encarnara como el pastor Krisná.
Tal como le había prometido a la madre Tierra, Naráian permitió que Narakasura disfrutara de un largo reinado. Pero finalmente el dios encarnó como Krisná.
Aditi, que era pariente de la esposa de Krisná, Satiá Bhama (la cual se cree que era un avatar de Bhudevi, la madre de Narakasura), se acercó a Satiábhama para pedirle ayuda.
Cuando Satiábhama oyó hablar acerca de los malos tratos de Narakasura contra las mujeres y su comportamiento con Aditi, ella se enfureció.
Satiábhama se acercó a Krisná para pedirle permiso para emprender una guerra contra Narakasura.

## Matado por Satiábhama
En otra versión, Narakasura había pedido al dios Brahmá, la bendición de ser inmortal. Brahmá se negó a darle esa bendición por el sencillo hecho de que él mismo ―a pesar de ser la criatura más longeva del universo― no es inmortal. Entonces Naraka le pidió que le otorgara el poder ser matado solo por su propia madre.
En el día de la guerra, Satiábhama luchó valientemente contra Narakasura. Lucharon una furiosa batalla. Narakasura poseía 11 aksaujini (batallón de ejército), que la atacaron. Sin embargo, ella los mató a todos con poco esfuerzo. Krisná aprovechó la ocasión para matar al asura Mura, general de Narakasura. Por eso Krisná es llamado Murāri (‘enemigo de Mura’).
Después de varios días de batalla, Narakasura no podía herir a Satiábhama, porque ella contrarrestaba sus flechas con flechas. Sin embargo, Narakasura empezó a apuntar sus flechas contra Krisná, a quien logró herir varias veces, haciéndolo sangrar profusamente. Krisná perdió el conocimiento. Al ver a su esposo Krisná herido, Satiábhama enloqueció de furia. Redobló su ataque contra el rey demonio y finalmente lo hirió de muerte. Mientras moría en sus brazos, Narakasura le pidió a su madre Satiábhama una bendición: que todas las personas creyentes celebraran su muerte con luces de colores. Así, este día se celebra en el segundo día de Diwali: el Naraka Chaturdashi.
Con esta victoria, Satiábhama estaba segura de haber obtenido la supremacía como esposa de Krisná sobre Rukmini (la primera esposa de Krisná). Pero cuando liberó a las 16 100 mujeres secuestradas por Narakasura, ellas le pidieron que las matara, porque nunca podrían obtener un esposo, ya que habían sido ultrajadas por Naraka. Entonces Satiábhama convenció a Krisná de que, para restaurar la dignidad de las damas, se casara con cada una de ellas.

## Matado por Krisná

La diosa de la Tierra (y madre de Naraka) devuelve los kundalas (aretes) de Aditi a Krisná.

En la última y más moderna versión de esta historia ―la del Bhágavata-purana (siglo XI)― no es Satiábhama quien mata a Naraka, sino Krisná.
Tal como se lo había prometido a los devas y a Aditi, Krisná atacó la gran fortaleza de Narakasura, montando su vehículo-águila Garuda con su esposa Satiábhama. Después de varios días de batalla, el desesperado Narakasura lanzó contra Krisná su arma más terrible, shatagni (‘cien fuegos’). Sin embargo, no tuvo ningún impacto sobre Krisná. Por fin, cuando Narakasura trató de matar al dios con un tridente, Krisná hizo aparecer de entre sus ropas el disco súdarsan-chakra (disco) y atacó a Naraka, haciéndole cortes en el cuello que lo desangraron.

## En la batalla de Kuruksetra
En el Majábharata se explica que el hijo de Naraka, Bhagadatta, peleó del lado de los Káuravas (contra Krisná y los Pándavas en la batalla de Kuruksetra.